# 台湾孔雀藓
台湾孔雀藓（学名：Hypopterygium formosanum）为孔雀藓科孔雀藓属下的一个种。